# Derribo de aviones de Hermanos al Rescate
El Derribo de Aviones de Hermanos al Rescate fue una acción militar tomada por el gobierno de Cuba y ejecutada por la Fuerza Aérea el 24 de febrero de 1996, que consistió en derribar a dos aviones civiles pertenecientes a la organización benéfica estadounidense Hermanos al Rescate, formada por cubanos exiliados en Miami, cuyos aviones habían ingresado repetidas veces al espacio aéreo cubano sin autorización, llegando incluso a sobrevolar en forma rasante la ciudad de La Habana. El lugar físico donde fueron derribados los aviones ha sido objeto de controversias.

## Antecedentes
La organización Hermanos al Rescate se había fundado con el propósito de auxiliar a los emigrantes cubanos que viajaban en balsas hacia Estados Unidos durante el Período especial, utilizando avionetas Cessna 337.
A partir de 1994 comenzaron a incursionar en territorio cubano y a efectuar acciones tales como dejar caer pancartas y folletos de propaganda antigubernamental sobre La Habana o llamar a una sublevación popular. El gobierno cubano los acusó entonces de violar las leyes sobre la privacidad en el espacio aéreo.

## El derribo

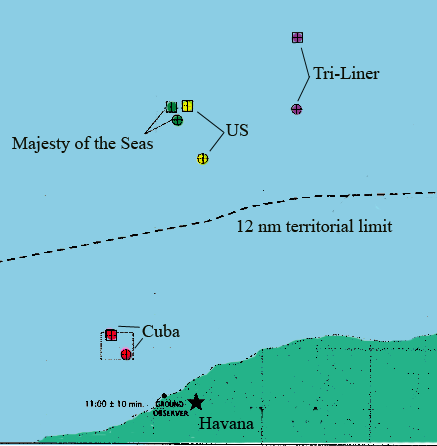
Mapa que muestra la localización de los aviones de Hermanos al Rescate poco antes del ataque.

El 24 de febrero, motivo del aniversario del reinicio de las luchas por la independencia, partieron del aeropuerto de Opa Locka, Florida tres avionetas bimotores Cessna 337 Skymaster hacia Cuba. El gobierno de la isla ordenó la salida del MiG-29UB 900 y un MiG-23 para detener a los aviones.
A partir de ese momento, el relato historia ha sido objeto de contradicciones. Los opositores y residentes en Miami argumentan que fueron derribados en aguas internacionales, mientras que el gobierno de Cuba afirma que el hecho ocurrió en espacio aéreo cubano. Primeramente se lanzó una bengala mientras ya era perceptible la presencia de los cazas supersónicos. Los aviones solicitaron resguardo a la Fuerza Aérea de los Estados Unidos, pero el gobierno de ese país no lo autorizó. Fueron derribadas dos de las tres avionetas con misiles aire-aire que no dejaron ningún tipo de restos de las aeronaves. El líder de la organización, Basulto, logró escapar. El último avión de la organización fue vendido en 2008 y el dinero presuntamente donado a los damnificados cubanos por los huracanes.

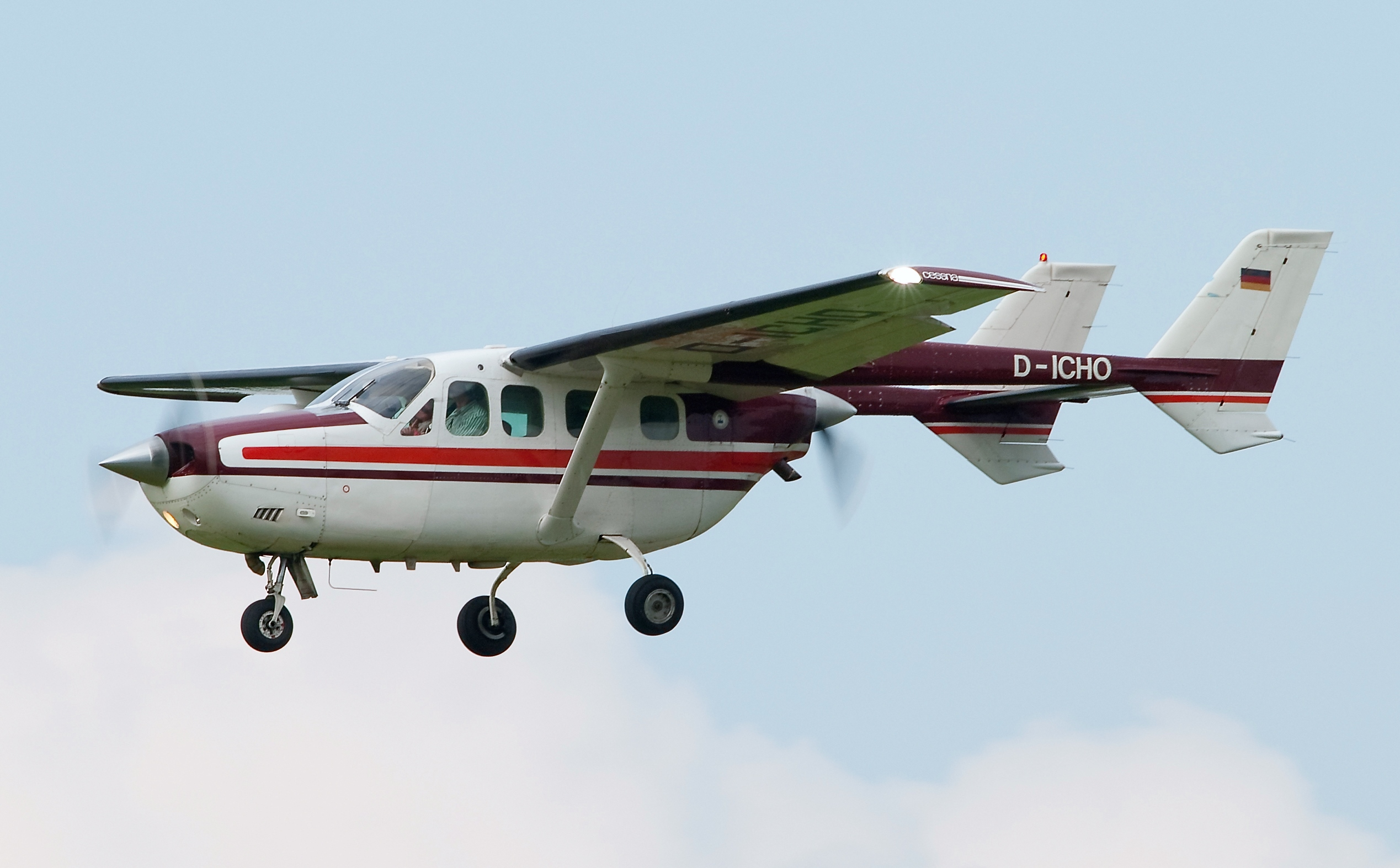
Cessna 337 Skymaster similar a las derribadas por los MiGs cubanos

## Recordatorio a 15 años
El jueves 24 de febrero de 2011 se hizo una Noche de vigilia con velas en el "Brothers to the Rescue" Memorial de la Ciudad de Hialeah Gardens, Florida, como homenaje al Escuadrón Civil de Aviadores "Hermanos al Rescate" y a los 4 pilotos fallecidos, luego de 15 años.
Fue organizado por el programa radial "La Fonomanía" de Clásica 92.3 FM de Miami y con el aval de la Alcaldía de la Ciudad de Hialeah Gardens y el Estado de la Florida.